# Composizione (arte)
Composizione, nel linguaggio artistico, indica la disposizione/collocazione degli elementi all'interno di un campo visivo. Essa è uno degli elementi che condizionano il peso visivo e l'equilibrio. Essa può essere descritta come statica o dinamica e simmetrica o lineare.
Nelle arti visive - in particolare la pittura, la grafica, la fotografia e la scultura, la composizione rappresenta il collocamento o la disposizione degli elementi visivi in un'opera d'arte. Può anche intendersi come l'organizzazione degli elementi presenti all'interno dell'opera secondo le regole della rappresentazione artistica.
La composizione ha una particolare importanza in architettura. La composizione è anche l'insieme di elementi base, di regole per costruire un'immagine equilibrata, gradevole all'occhio. Questi criteri sono validi sia nella fotografia che nella grafica cioè in sostanza per tutto ciò che è visibile.